# Bladhovedtidsel
Bladhovedtidsel (Cirsium) - eller bare Tidsel - er en slægt med ca. 200 arter, som er udbredt i Europa, Nordafrika, Nordamerika og Asien. Det er én-, to- eller flerårige, urteagtige planter, som er stærkt tornede. Stænglerne kan være forgrenede. Bladene er hele med tandet eller 1-3 dobbelt lappet rand. Samtlige spidser munder ud i nålefine torne. Blomsterne er samlet i endestillede stande med én til flere kurve i hver. Kurvene består af 25-200 rørformede enkeltblomster, som er lyserøde, røde eller gule. Frugterne er nødder med fjerformet fnok.
| Beskrevne arter |

- Lav tidsel (Cirsium acaule), Kortstænglet Bladhoved
- Agertidsel (Cirsium arvense)
- Forskelligbladet tidsel (Cirsium helenioides), Forskelligbladet Bladhoved
- Kåltidsel (Cirsium oleraceum), Grøn Bladhoved
- Kærtidsel (Cirsium palustre), Kær-Bladhoved.
- Horsetidsel (Cirsium vulgare), Lancetbladet Bladhoved

| Andre arter |

| - Cirsium altissimum - Cirsium andersonii - Cirsium arizonicum - Cirsium brevistylum - Cirsium canescens - Cirsium carolinianum - Cirsium cymosum - Cirsium discolor - Cirsium eatonii - Cirsium esculentum - Cirsium flodmanii - Cirsium fontinale - Cirsium horridulum | - Cirsium hydrophilum - Cirsium inamoenum - Cirsium japonicum - Cirsium kamtschaticum - Cirsium mexicanum - Cirsium mohavense - Cirsium monspessulanum - Cirsium muticum - Cirsium neomexicanum - Cirsium occidentale - Cirsium ochrocentrum - Cirsium ownbeyi - Cirsium parryi | - Cirsium pitcheri - Cirsium pulcherrimum - Cirsium pumilum - Cirsium quercetorum - Cirsium remotifolium - Cirsium scariosum - Cirsium sosnowskyi - Cirsium texanum - Cirsium undulatum - Cirsium verutum - Cirsium vinaceum - Cirsium wheeleri |